# 石井週一
石井週一（いしいしゅういち）はTOKYO FMのラジオ番組。パーソナリティは歌手の石井竜也。2007年4月7日から2008年3月29日まで放送。

## 概要
正式名称は「石井竜也探偵事務所の留守電は週一回しかチェックされない」。石井竜也が探偵事務所のボスに扮し、リスナーから寄せられた『留守番電話』をチェックしていき、その中から1件を採用、調査していくという内容である。

## 放送時間
- 毎週土曜24:00 - 24:30

| TOKYO FM 土曜24:00-24:30 | TOKYO FM 土曜24:00-24:30 | TOKYO FM 土曜24:00-24:30 |
| 前番組                   | 番組名                   | 次番組                   |
| ------------------------ | ------------------------ | ------------------------ |
| 安良城紅★STYLE OF SOUL   | 石井週一                 | discord                  |

| スタブアイコン | サブスタブ | この項目は、まだ閲覧者の調べものの参照としては役立たない、ラジオ番組に関連した書きかけの項目です。この項目を加筆・訂正などしてくださる協力者を求めています（P:ラジオ/PJ:放送番組）。 |